# Базилевич Георгій Дмитрович
Георгій Дмитрович Базилевич (нар. 26 січня (7 лютого) 1889, село Криски Новгород-Сіверського повіту Чернігівської губернії, тепер Чернігівської області — розстріляний 3 березня 1939, місто Москва) — військовий діяч, учасник Першої світової війни, комкор (.11.1935). Член ВЦВК і ЦВК СРСР. Депутат Верховної Ради СРСР 1-го скликання. Член Комісії радянського контролю при РНК СРСР у 1934—1938 роках.
Жертва сталінського терору.

## Життєпис
Народився в селі Криски Новгород-Сіверського повіту Чернігівської губернії (поблизу міста Коропу) в селянській родині. Батько працював продавцем казенної винної крамниці. У 1908 році Георгій Базилевич закінчив екстерном гімназію.
У 1910 році закінчив Київське військове училище. З серпня 1910 по серпень 1914 року — молодший офіцер і бібліотекар роти 3-го гранадерського Перновського полку російської армії. У 1913 році закінчив перший курс Московського археологічного інституту.
У серпні 1914 — лютому 1917 року — командир роти, командир батальйону 211-го Нікольського піхотного полку російської армії, учасник Першої світової війни, підполковник. У березні — квітні 1917 року — член полкового комітету 211-го Нікольського піхотного полку російської армії. У квітні — жовтні 1917 року — товариш (заступник) голови армійського комітету Окремої армії Південно-Західного фронту.
Член РСДРП (меншовиків) з червня по серпень 1917 року. Член РСДРП(б) з жовтня 1917 року.
З жовтня 1917 по квітень 1918 року лікувався після поранення в Луцьку та Москві. З квітня по травень 1918 року працював у видавництві Народного комісаріату військових і морських справ РРФСР.
У березні — травні 1918 року — командир взірцевого радянського загону в Москві. У травні — серпні 1918 року — інспектор Вищої військової інспекції РСЧА на Південному та Південно-Східному фронтах у місті Камишині Саратовської губернії. У серпні — вересні 1918 року — командувач Балашово-Камишинської групи РСЧА. З вересня по листопад 1918 року лікувався після поранення в Камишині.
У жовтні 1918 — травні 1919 року — член Революційної військової ради (РВР) 8-ї армії РСЧА в місті Воронежі. У червні — серпні 1919 року — начальник, комісар та викладач Других московських піхотних курсів командного складу. У серпні — вересні 1919 року — командувач особливої групи Південного фронту в Донській області. У вересні 1919 — січні 1920 року — командувач Запасної армії Південно-Східного фронту.
У січні — квітні 1920 року — командувач військ Донської області. У квітні — серпні 1920 року — командувач військ Північно-Кавказького військового округу. З кінця серпня 1920 року командував Запасною армією Кавказького фронту.
У вересні — грудні 1920 року — командувач військ Харківського військового округу, командувач Української запасної армії.
У грудні 1920 — квітні 1922 року — головний начальник постачання Червоної армії — голова фондової комісії Революційної військової ради республіки (РВРР).
У квітні 1922 — січні 1923 року — заступник завідувача відділу, в.о. начальника Державного сховища цінностей Народного комісаріату фінансів РРФСР і голова тресту «Російські самоцвіти».
У січні — жовтні 1923 року — командир і комісар 14-ї дивізії РСЧА. У жовтні 1923 — червні 1924 року — командир і комісар тренувальної ескадрильї Робітничо-селянського червоного повітряного флоту.
У червні 1924 — липні 1925 року — помічник командувача військ Московського військового округу. З липня по листопад  1925 року перебував при РВР СРСР для особливо важливих доручень.
У листопаді 1925 — травні 1927 року — командувач військ Московського військового округу. Одночасно, з 1925 по 1927 рік — заступник голови Комітету із демобілізації промисловості та заступник голови Комітету військових замовлень ВРНГ СРСР.
У травні 1927 — квітні 1931 року — командувач військ Приволзького військового округу в Самарі.
Від квітня 1931 до листопада 1938 року — секретар Комісії (з 1937 року — Комітету) оборони Ради народних комісарів СРСР та член Комітету резервів РНК СРСР.
23 листопада 1938 року заарештований органами НКВС. Засуджений Воєнною колегією Верховного суду СРСР 2 березня 1939 року до страти, розстріляний наступного дня. Похований плігоні «Комунарка» біля Москви.
27 липня 1955 року посмертно реабілітований.

## Нагороди
- Орден Червоного Прапора (1924)
- Орден Червоної Зірки (1938)
- Орден Св. Володимира 4-го ступеня з мечами і бантом (26.02.1915)
- Орден Св. Станіслава 3-го ступеня з мечами і бантом (11.07.1915)
- Орден Св. Анни 4-го ступеня з написом «За хоробрість» (2.08.1916)
- Орден Св. Станіслава 2-го ступеня з мечами (25.10.1916)
- Георгіївська зброя (17.04.1916)